# Najwa Mahiaddin
Najwa Mahiaddin (geboren Najwa binti Muhyiddin), Muar, 1986 is een Maleisische zangeres. Ze is de dochter van de Maleisische oud-premier Muhyiddin Yassin.
Van jongs af aan hield Najwa van zingen. Haar ouders vonden het echter verstandiger als ze zich op een ander vakgebied dan de muziek zou richten. Daarom volgde Najwa de studie elektronica aan de Universiteit van Melbourne. Op de universiteit nam ze ook deel aan zangwedstrijden voor studenten. Op aanraden van een vriend nam Najwa enkele liederen op en plaatste deze vervolgens op een Myspace-pagina. Tijdens haar schoolvakanties raakte ze bekend met de Maleisische muziekscene. Ze besloot niet met elektronica door te gaan en in plaats daarvan een muziekopleiding te volgen aan de International College Of Music (ICOM), in Kuala Lumpur. Als artiestennaam koos Najwa de naam 'Mahiaddin' in plaats van haar echte naam 'Muhyiddin', zodat de mensen haar niet direct in verband zouden brengen met haar vader en haar zo niet zouden betichten van het hebben van een bevoorrechte positie in de entertainment-industrie. Ze trad vervolgens onder andere op op de Maleisische muziekfestivals Youth '09 en No Black Tie .
In 2008 verscheen Najwa op het debuutalbum OK van rapper Malique Ibrahim, waarop ze het refrein zingt van het lied Kau Yang Punya, een lied dat gebaseerd is op het nummer You Got Me van The Roots.
Begin 2011 verscheen Najwa's debuutalbum, Innocent Soul Het album is geheel Engelstalig. Tijdens de achttiende editie van het Maleisische muziekfestival Anugerah Industri Muzik, won Najwa de prijzen voor Beste Nieuwkomer en Best Engelstalig Nummer (Got To Go).

## Discografie
Album
- Innocent Soul (2011)

Single
- Got To Go (2011)